# ギブス・アクアダ
ギブス・アクアダ（Gibbs Aquada ）は、イギリスのギブス・テクノロジー (外部リンク) が開発した水陸両用のスポーツカー（スーパーカー）。

## 解説
F1の技術者が車体をデザインし、地上を160 km/h、水上を50 km/hで走行することが可能である。着水するとタイヤを10秒以内で格納し、ウォータージェット推進で航行する。水の浸入を防ぐためドアはない。車体が船体を兼ねているため運転席は中央にあり、乗車定員は3名。ヘッドランプには2代目マツダ・ロードスター（NB型）初期型のユニットが流用されている。
価格は15万ポンド、日本円でおよそ3,000万円だが、2004年発売時には好評により生産増、価格は半額の7万5000ポンドとなった。
2007年6月に「18ヶ月以内に85,000米ドルでアメリカ国内で販売を行う」旨の報道があった。